# Ciężar realny (prawo niemieckie)
Ciężar realny (niem. Reallast) – ograniczone prawo rzeczowe, którego treścią jest uprawnienie oznaczonej osoby do żądania okresowych świadczeń z nieruchomości (§ 1105 BGB). 
Odmiennie niż w przypadku hipoteki i długu gruntowego, przedmiotem świadczenia może być, obok sumy pieniężnej, także pewna ilość rzeczy oznaczonych co do gatunku lub nawet określone usługi. Ciężar realny nie upoważnia uprawnionego do bezpośredniego korzystania z nieruchomości obciążonej. Na jej właścicielu spoczywa powinność takiego gospodarczego wykorzystania rzeczy, by wypracowane środki mogły być przeznaczone na spełnienie świadczenia z tytułu ciężaru realnego. 
Uprawniony może dochodzić realizacji swoich roszczeń w drodze egzekucji polegającej na licytacji obciążonej nieruchomości lub objęciu jej zarządem przymusowym, według przepisów o egzekucji należności hipotecznych. Przysługuje mu również roszczenie przeciwko każdoczesnemu właścicielowi nieruchomości o zapłatę świadczeń wymagalnych w okresie, gdy przysługiwało mu prawo własności.
Ciężar realny powstaje poprzez umowę pomiędzy właścicielem nieruchomości i uprawnionym oraz wpis do księgi gruntowej. Woli stron pozostawiona jest decyzja co do zbywalności i dziedziczności ustanawianego prawa.
W praktyce ciężar realny towarzyszy najczęściej umowom o dożywocie. Dotychczasowy właściciel przenosi własność na rzecz swojego przyszłego spadkobiercy, zabezpieczając swoje potrzeby, dotąd zaspokajane z posiadanej nieruchomości, poprzez świadczenia rzeczowe, pieniężne albo obowiązek opieki stanowiące treść ciężaru realnego.
Wysokość świadczeń z tytułu ciężaru realnego często określana jest za pomocą klauzul waloryzacyjnych.